# Wojskowy Instytut Medycyny Lotniczej

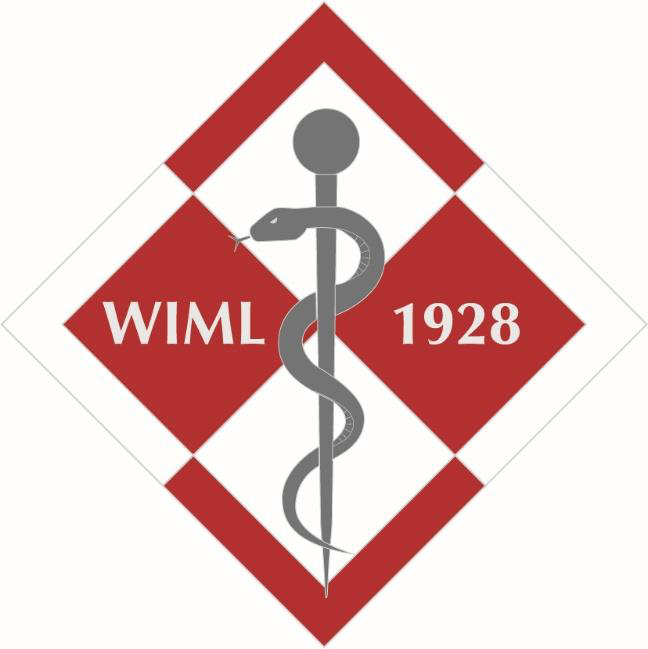
Oznaka rozpoznawcza WIML na mundur wyjściowy (wz. 2025).

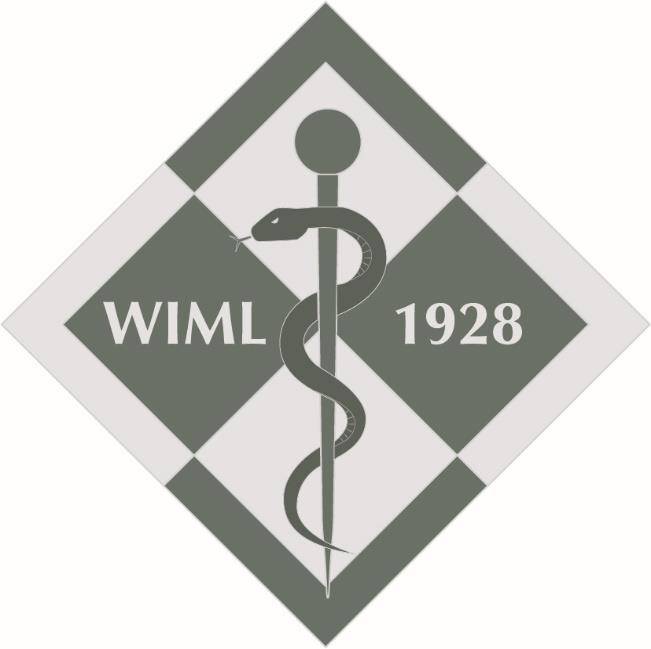
Oznaka rozpoznawcza WIML na mundur polowy (wz 2025).

Wojskowy Instytut Medycyny Lotniczej (WIML) – placówka medyczna oraz instytut badawczy, znajdujący się przy ul. Krasińskiego 54/56 w Warszawie.

## Historia
Placówka została utworzona 7 stycznia 1928 roku rozkazem Józefa Piłsudskiego. W okresie międzywojennym początkowo nosiła nazwę Centrum Badań Lotniczo-Lekarskich (CBLL). 1 sierpnia 1936 została przemianowana na Instytut Badań Lekarskich Lotnictwa (IBLL). 
W okresie II wojny światowej WIML współorganizował Lotniczą Służbę Zdrowia we Francji i Wielkiej Brytanii.
Za zalążek WIML można uważać utworzone w marcu 1945 Ruchome Laboratorium Sanitarno–Epidemiologiczne utworzone przy Dowództwie Lotnictwa WP. Kilka miesięcy później zostało przekształcone w Laboratorium Fizjologii i Higieny Lotniczej. Do Laboratorium dołączono 1 czerwca 1946 roku szpital kliniczny i powstało Centralne Laboratorium Medycyny Lotniczej, którego kierownikiem został ppłk. lek. Adam Gasperowicz. Po wojnie 1 maja 1947 roku ponownie zmienił nazwę, tym razem na Centralny Instytut Badań Lotniczo-Lekarskich (CIBLL) i przeniósł swoją siedzibę do Warszawy. 14 stycznia 1955 roku został przemianowany na Wojskowy Instytut Naukowo-Badawczy i Doświadczalny Medycyny Lotniczej
Swoją obecną nazwę Wojskowy Instytut Medycyny Lotniczej otrzymał zgodnie z zarządzeniem MON z 21 maja 1958 roku, a 2 lata później stałą siedzibę w Warszawie przy ul. Krasińskiego 54. W Instytucie w 1959 roku rozpoczęła działalność Rada Naukowa WIML.
Od 1967 roku współpracuje z Polską Akademią Nauk, a zarządzeniem przewodniczącego Komitetu Nauki i Techniki z 24 kwietnia 1968 roku otrzymał uprawnienia do nadawania stopnia naukowego doktora nauk medycznych.
W latach 1970–1978 WIML służył przygotowaniom do lotu człowieka w kosmos. W 1978 roku w 50 rocznicę swego istnienia został odznaczony przez Radę Państwa Orderem Sztandaru Pracy II klasy.
18 kwietnia 1980 roku Minister Obrony Narodowej wydał zarządzenie Nr 15/MON w sprawie uprawnień Wojskowego Instytutu Medycyny Lotniczej do nadawania stopni naukowych w zakresie nauk wojskowych. Na podstawie togo zarządzenia WIML został uprawniony do nadawania stopnia naukowego doktora nauk wojskowych oraz stopnia naukowego doktora habilitowanego nauk wojskowych w zakresie organizacji i taktyki służby zdrowia wojsk lotniczych oraz wojsk obrony powietrznej kraju.

## Kalendarium
- 07.01.1928 – rozkazem ministra spraw wojskowych (Dz. Rozk. 1/28) została powołana placówka naukowo-badawcza: Centrum Badań Lotniczo-Lekarskich (CBLL) w składzie – 9 lekarzy, 4 urzędników, 2 pracowników pomocniczych.
- 1931 – powołano Radę Naukową Centrum.
- 1934 – ukazał się Polski Przegląd Medycyny Lotniczej. W latach 1935–1937 wydano dwa roczniki bibliograficzne pt. Lotnictwo i Medycyna.
- 1936 – Centrum przemianowano na Instytut Badań Lekarskich Lotnictwa (IBLL).
- 1939 – wojna przerwała zorganizowaną działalność służby lotniczo-lekarskiej na okres kilku lat. Część personelu prowadziła działalność we Francji, a później w Wielkiej Brytanii. W tej grupie był również płk dr Antoni Fiumel, były szef IBLL.
- 1945 – za zalążek Instytutu Medycyny Lotniczej po wojnie można uważać Laboratorium Fizjologii i Higieny Lotniczej.
- 01.06.1946 – do Laboratorium Fizjologii i Higieny dołączony został Szpital Lotniczy w Otwocku (utworzony ze Szpitala Ewakuacyjnego nr 1763). W ten sposób powstała większa placówka lotniczo-lekarska pod nazwą Centralne Laboratorium Medycyny Lotniczej ze szpitalem na 100 łóżek. Kierownikiem tej placówki został ppłk lek. Adam Gasperowicz.
- 1947 – CLML został przemianowany na Centralny Instytut Badań Lotniczo-Lekarskich z siedzibą w Warszawie.
- 1950 – Stocznia Gdańska w myśl propozycji i koncepcji płk S. Marczewskiego wykonała komorę niskich ciśnień.
- 1955 – Centralny Instytut Badań Lotniczo-Lekarskich został przemianowany na Wojskowy Instytut Naukowo-Badawczy i Doświadczalny Medycyny Lotniczej. Pierwszym przewodniczącym Wojskowej Komisji Lotniczo-Lekarskiej został ppłk dr Włodzimierz Miasopust.
- 31.05.1958 – Instytut uzyskał nazwę: Wojskowy Instytut Medycyny Lotniczej.
- 1958 – wznowiono działalność wydawniczą Medycyny Lotniczej, a od 1965 rozpoczęto wydawanie na prawach rękopisu Informacji Lotniczo-Lekarskiej.
- 1959 – minister obrony narodowej powołał Radę Naukową Instytutu.
- 1970 – Instytut uzyskał prawo prowadzenia przewodów doktorskich z zakresu medycyny.
- 1974–83 – szesnastu członków kadry naukowej oraz czternaście pielęgniarek pełniło służbę w Doraźnych Siłach Zbrojnych ONZ na Bliskim Wschodzie. Ponadto czterech pracowników prowadziło szkolenie lekarzy w Libii i Iraku.
- 1976 – przed grupą specjalistów WIML postawiono zadanie przeprowadzenia selekcji pilotów w celu wyłonienia najlepszych kandydatów do lotów kosmicznych. Pracownicy brali również udział w badaniach biologicznych prowadzonych na biosatelitach Kosmos 782, Kosmos 931 i Kosmos 1129.
- 1977 – Instytut poprzez PAN rozwiązuje problemy naukowe w ramach programu Interkosmos.
- 1978 – WIML obchodzi 50-lecie. Święto Instytutu zbiegło się z pierwszym lotem Polaka w Kosmos (27.06 – 05.07.1978). Z okazji 50-lecia i pierwszego lotu kosmicznego wybito dwa medale pamiątkowe. Wydano drukiem podręczniki Medycyna Lotnicza i Kosmiczna oraz Psychologia Lotnicza, które zostały wyróżnione przez ministra obrony narodowej nagrodą II i III stopnia.
- 1979 – WIML uzyskuje uprawnienia do prowadzenia przewodów habilitacyjnych z zakresu medycyny.
- 1984 – wydano nowe przepisy orzecznicze dla cywilnego i wojskowego personelu latającego.
- 1986 – na X Zjeździe PZPR wybrano na członka KC PZPR komendanta WIML płk prof. dr hab. med. S. Barańskiego.
- 1987 – powołano w Instytucie kilkuosobowy zespół odnowy biologicznej, którego celem była działalność naukowa i usługowa ukierunkowana na regenerację sił, głównie personelu latającego przebywającego na leczeniu w Instytucie.
- 1988 – Instytut obchodzi 60-lecie. Przygotowano film o działalności WIML, otwarto muzeum medycyny lotniczej, wydano książkę płk dr A. Szcześniaka – Wojskowy Instytut Medycyny Lotniczej oraz specjalny zeszyt Medycyny Lotniczej. Wydano także dwa medale pamiątkowe i okolicznościowy znaczek pocztowy; opracowano aparat pn. FIZJOTEST do treningu fizycznego i kontroli wydolności organizmu człowieka, który został wykorzystany na stacji kosmicznej SALUT 6.
- 1991 – rozpoczęto kompleksowe badania nad przydatnością stosowania metody badania układu krążenia w warunkach obniżonego ciśnienia wokół dolnej połowy ciała.
- 1992 – zbudowano we współpracy technicznej z Instytutem Lotnictwa prototyp nowej kabiny wirówki umożliwiającej badanie pilota w różnych położeniach ciała w stosunku do kierunku przyspieszeń.
- 1993 – nawiązano współpracę naukową z Wojskowo-Cywilnym Instytutem Medycyny Środowiskowej w Toronto (Kanada).
- 1994 – opracowano i wykonano urządzenie POWERTEST przeznaczone do diagnostyki i programowania treningu siłowego.
- 1997 – podpisano umowę o współpracy naukowej z Narodowym Holenderskim Laboratorium Medycyny Lotniczej; rozpoczęto badania na temat fotodynamicznego diagnozowania i terapii nowotworów z wykorzystaniem fotosensybilizatorów II generacji.
- 1999 – opracowano system AGAT 2-M przeznaczony do monitorowania stanu psychofizycznego pilota podczas lotu na samolotach szkolno-treningowych; doskonalenie badań i oceny reaktywności ośrodkowego układu nerwowego.
- 2002 – poszerzenie badania aktywności bioelektrycznej mózgu o stymulację multimodalną w pracowni neurofizjologii klinicznej i doświadczalnej (stymulację różnych bodźców o różnej modalności); powstanie w WIML Polskiego Towarzystwa Medycyny Lotniczej (na bazie Koła Medycyny Lotniczej Towarzystwa Lekarskiego Warszawskiego).
- 2004 – WIML otrzymał amerykańską certyfikację badań medycznych i szkolenia specjalistycznego personelu latającego.
- 2005 – zakończenie wielokierunkowych badań narządu wzroku w warunkach symulowanego niedotlenienia wysokościowego w klinice Okulistycznych. Wyniki badań pozwoliły, z punktu widzenia klinicznego wyjaśnić mechanizmy adaptacyjne narządu wzroku u pilotów w warunkach awaryjnych; w WIML powstało Polskie Towarzystwo Naukowe „Człowiek w Ekstremalnych Warunkach”.
- 2006 – powstanie pracowni widzenia nocnego mającej za zadanie przygotowanie pilotów samolotów i śmigłowców do operowania w nocy, z użyciem gogli noktowizyjnych; uruchomiono w Zakładzie Radiologii nowoczesny cyfrowy aparat rentgenowski; wdrożono Instrukcję Szkolenia Specjalistycznego w zakresie medycyny lotniczej personelu latającego Sił Zbrojnych RP (Instr.DD4.10.4.) – instrukcja ta jest polskim odpowiednikiem Aeromedical Training obowiązującego w NATO (STANAG – 3114); przeprowadzono w Wojskowym Instytucie Medycyny Lotniczej remont; zakupiono dla pracowni diagnostyki wysiłkowej zintegrowany system diagnostyki wysiłkowej kardiologiczno-oddechowo-metabolicznej typu ULTIMA PFX.
- 2007 – wykonanie pierwszych otworów wiertniczych badających warunki geotechniczne pod budowę nowej wirówki przeciążeniowej – symulatora lotów.
- 2008 – podpisanie umowy z firmą austriacką AMST Systemtechnik GmbH na budowę nowej wirówki przeciążeniowej – symulatora lotów.
- 2010 – rozpoczęcie budowy budynku wirówki; uzyskanie Certyfikatu na Polski Program Fizjologii Lotniczej wydany przez Urząd Sił Powietrznych Stanów Zjednoczonych; nawiązanie kontaktów pozwalających rozszerzyć zakres współpracy WIML-NASA na badanie z zakresu bioinżynierii lotniczej oraz wspólne badania kandydatów na pilotów i kosmonautów w nowej wirówce przeciążeniowej WIML.
- 2011 – uroczyste otwarcie najnowocześniejszej na świecie wirówki przeciążeniowej – symulatora lotów.
- 2012 r. – utworzono nową pracownię Symulacyjnych Badań Psychofizjologicznych w Zakładzie Bioinżynierii Lotniczej.
- 2012 r. – odbyło się seminarium z astronautką NASA Marshą S. Ivins.
- 2013 r. – WIML został odznaczony Medalem Pamiątkowym „Pro Masovia”.
- 2013 r. – WIML otrzymał certyfikat potwierdzający zgodność polskiego programu szkolenia pilotów w wirówce przeciążeniowej z przepisami STANAG.
- 2014 r. – Wojskowy Instytut Medycyny Lotniczej został przyjęty w poczet członków Polskiej Platformy Technologicznej Fotoniki (PPTF), zrzeszającej przedsiębiorstwa, stowarzyszenia, wyższe uczelnie oraz instytuty badawcze funkcjonujące w Polsce w obszarze fotoniki.
- 2015 r. – uroczyste otwarcie Ośrodka Zintegrowanych Badań Strukturalnych i Czynnościowych Centralnego Układu Nerwowego – CNSLab – jednego z pierwszych na świecie laboratoriów wyposażonych w hiperpolaryzator[5].

## Kadra instytutu
Komendanci:
- płk lek. dr Adam Huszcza (20 II 1928[6] – 1934)
- płk lek. dr Antoni Fiumel (1934–1939)
- dr Adam Gasperowicz – 1946–1947
- dr Władysław Okniński – 1947–1951
- dr Marian Chodorowski – 1951–1955
- płk prof. dr Stanisław Haduch – 1955–1964
- płk doc. dr hab. med. Władysław Barcikowski – 1964–1967
- płk doc. dr hab. med. Zbigniew Jethon – 1967–1970
- płk prof. dr hab. med Stanisław Barański (1970–1994[7])
- płk prof. dr hab. med. Krzysztof Kwarecki (1994–1997)
- płk prof. dr hab. med. Krzysztof Klukowski (1997–2002)
- p.o. płk prof. dr hab. med. Lech Kopka (2002–2003)

Dyrektorzy:
- płk dr n. hum. Olaf Edmund Truszczyński (2003–2016)
- płk dr hab. med. Ewelina Zawadzka-Bartczak (od 2016-2019)
- płk dr n. med. Alicja Trochimiuk (od 2019-2024)
- p.o. płk dr n. med. Robert Drozdowski (od 2024)

Oficerowie
- mjr lek. dr Włodzimierz Missiuro (zastępca komendanta od 20 II 1928[6])
- mjr lek. dr Adam Szebesta (internista i neurolog 20 II 1928[6] – IX 1929)